# 浔阳区
浔阳区是中华人民共和国江西省九江市的一个市辖区、北濱長江，與湖北黃梅縣隔江相望，总面积50平方公里，區政府駐長虹大道66號。

## 历史
1980年5月20日，经江西省人民政府批准，九江市浔阳区人民政府成立。5月26日，九江市革命委员会《关于设立庐山区、浔阳区和郊区建制的通知》（市革发[1980]22号）正式宣布浔阳区成立。 

## 行政区划
浔阳区下辖8个街道：
甘棠街道、湓浦街道、人民路街道、白水湖街道、金鸡坡街道、八里湖街道、向阳街道、滨兴街道和茅山头企业集团。

## 交通
- 京九铁路：九江南站